# Max.Brothers.
Max.Brothers. ist eine österreichische Band.

## Geschichte
Im Jahr 2002 gewann die Band den Amadeus Austrian Music Award in der Kategorie Single des Jahres national für Oua Oua.

## Diskografie

### Singles und EPs
- 1998: Ring.A.Ding. (GiG Records)
- 2001: Max.Brothers. feat. Fritz Fischer – R.O.L.L.M.O.P.S. (Hit Squad)
- 2001: Max.Brothers. feat. Kanui & Lula – Oua Oua (BMG Ariola Austria / Hit Squad)